# Termas de Monfortinho

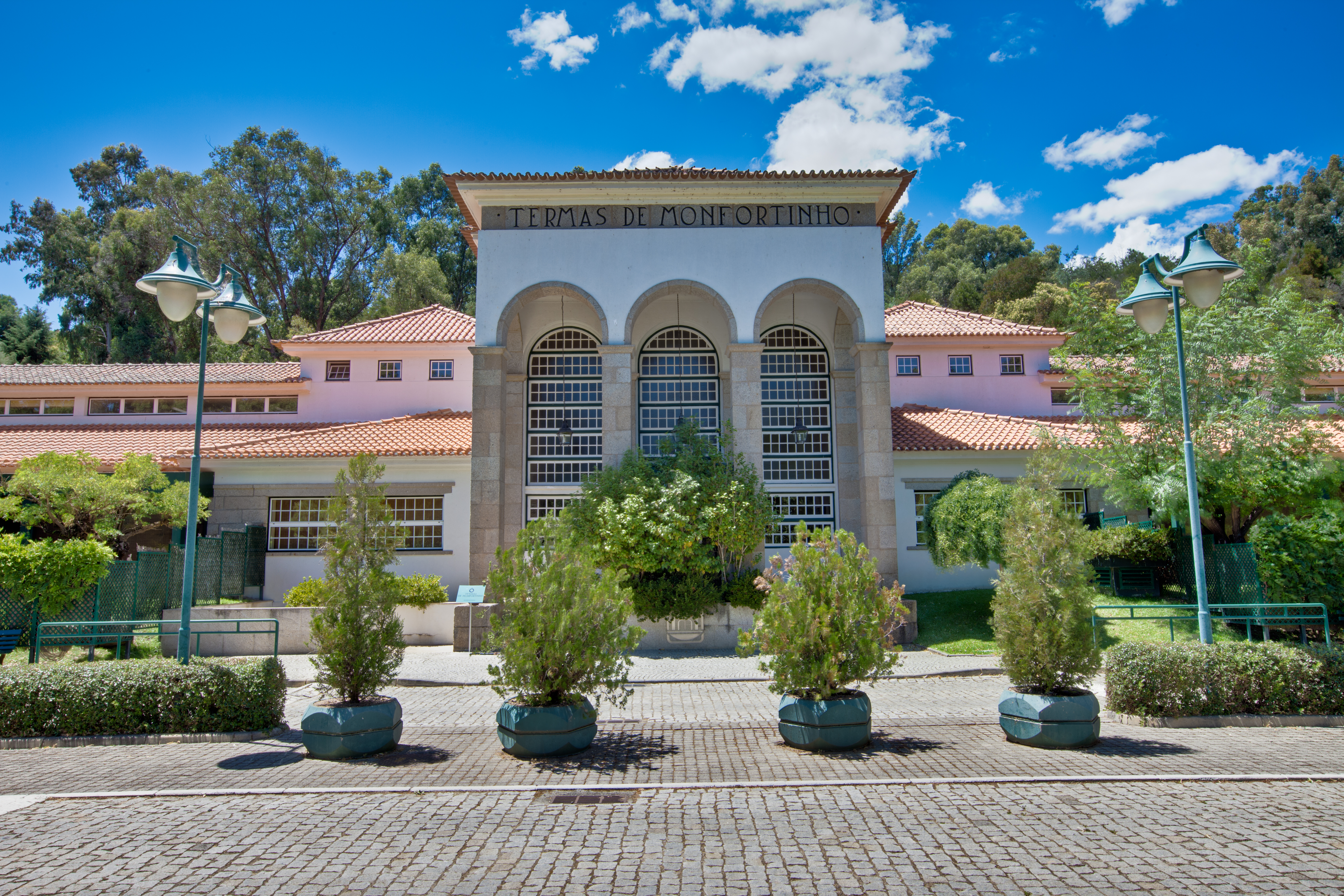
Termas de Monfortinho - Balneário Termal

Termas de Monfortinho é uma estância termal portuguesa localizada na povoação homónima da antiga freguesia de Monfortinho, atual freguesia de Monfortinho e Salvaterra do Extremo, no Município de Idanha-a-Nova.

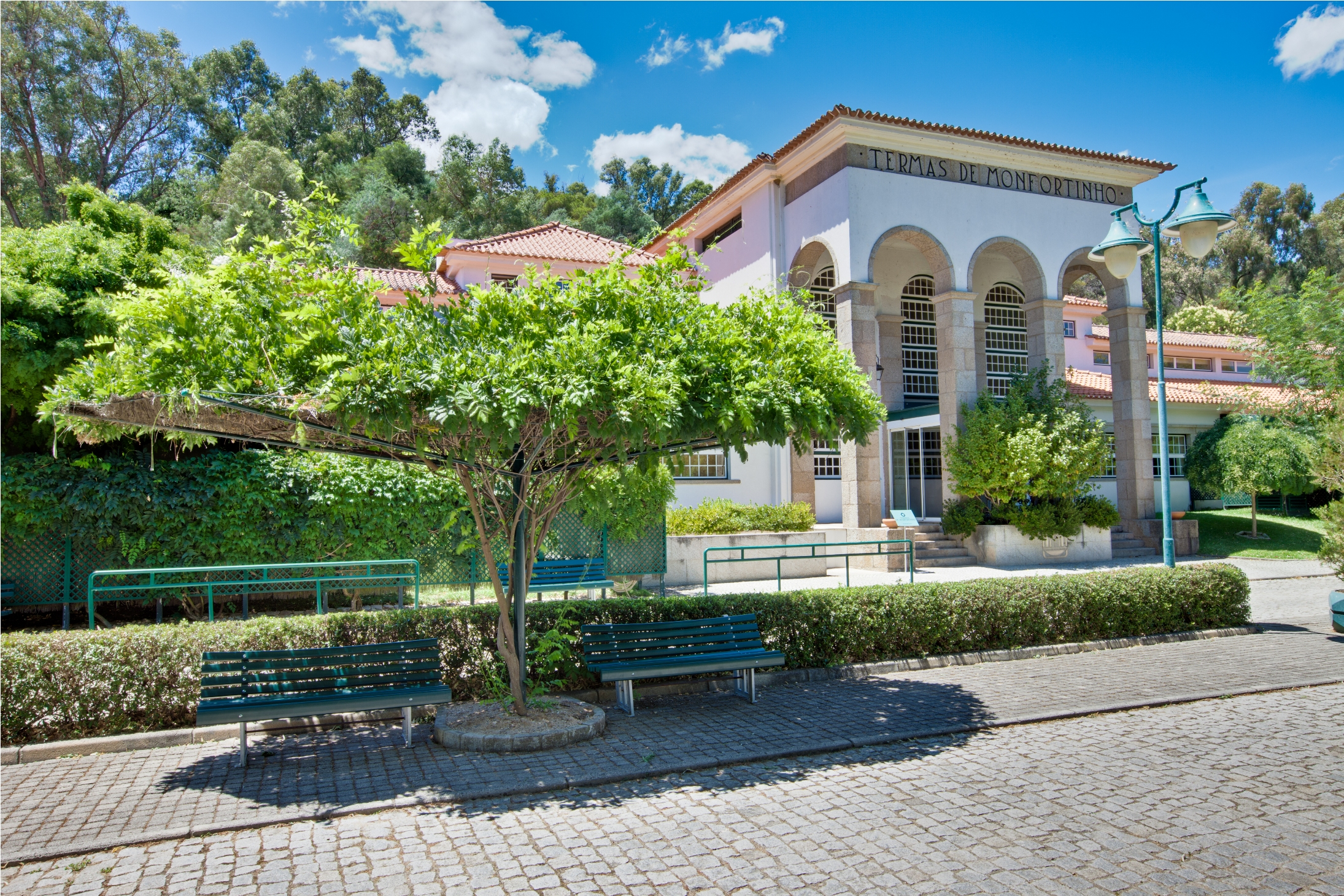

As Termas de Monfortinho situam-se na província da Beira Baixa, região do Centro (Região das Beiras) e sub-região da Beira Interior Sul, numa planície banhada pelo rio Erges, situado na orla da serra de Penha Garcia. O lugar das Termas conta com 307 habitantes (2011) e dista cerca de 3 km da sede de freguesia, Monfortinho. 

## História
Local rico em águas termais, a tradição admite a exploração do manancial da Fonte Santa de Monfortinho, como é designado, desde o período romano. Contudo não existe qualquer prova que sustente esta teoria.
Ribeiro Sanches, célebre físico natural de Penamacor, parece ter sido o primeiro a fazer referência às qualidades terapêuticas destas águas. Francisco da Fonseca Henriques, médico de D. João V, no seu Aquilégio Medicinal, fala-nos destas caldas e dos seus efeitos milagrosos na cura de males articulares, da pele, do sistema digestivo e hepático, do sistema reprodutor feminino e do foro psiquiátrico.
Durante séculos, este manancial de água num local desértico foi livremente utilizado por gentes de ambos os lados da fronteira para a cura de diversos males, embora as infra-estruturas existentes fossem muito deficitárias. Para os banhos era utilizada uma pequena casa erigida em granito, intitulada de Casa do Banho Público, de muito débeis e arcaicas condições. Esta seria demolida já durante o inicio do século XX, aquando das obras de remodelação levadas a cabo pela Companhia das Águas da Fonte Santa de Monfortinho, que obteria a exploração destas termas.
A Companhia das Águas da Fonte Santa de Monfortinho seria fundada em 1907 por 32 sócios, sendo seu grande impulsionador José Gardete Martins, médico e director clínico vitalício daquele estabelecimento termal. Com esta fundação, terminava o livre acesso da população a este manancial, ocorrido durante séculos, iniciando-se a empresarialização da sua exploração. Durante o período da I Guerra Mundial, as Caldas de Monfortinho conheceram um período de grave crise compensado,contudo, durante os anos da Guerra Civil Espanhola e da II Guerra Mundial, período durante o qual se observou um grande incremento do número de banhistas .
Em 1935, durante o período inicial do Estado Novo, seria constituída uma nova sociedade, formada por novos sócios, que manteria a mesma designação. Esta nova sociedade era encabeçada pelo Conde da Covilhã, Júlio Anahory de Quental Calheiros, e pelo Visconde de Guilhomil, Ruy Vieira Peixoto de Villas Boas.
Em 1940 seria construído um grande balneário, com todas as infra-estruturas, e um hotel, o Hotel da Fonte Santa. Em 1948 seria construído um novo hotel, por iniciativa de um grupo de industriais liderado pelo Padre Alfredo Marques dos Santos, o Hotel Astória.
O grande problema que, contudo, inviabilizou um maior desenvolvimento destas termas foi a sua interioridade e a falta de vias de comunicação de qualidade. Ainda em 1970 não havia sido construída a estrada de ligação entre Monfortinho e Penha Garcia, essencial para uma pretensão antiga da população: uma ligação rodoviária transfronteiriça. Tal ligação só seria uma realidade em 1993, com a construção da ponte internacional que liga as termas de Monfortinho à província espanhola de Cáceres.
Em 1989 são reconhecidas por despacho da direcção geral de saúde as propriedades terapêuticas das águas termais.
Em 1991, a Companhia das Águas da Fonte Santa de Monfortinho foi vendida ao Grupo Espírito Santo, que encetou um conjunto de obras de requalificação, concluídas em 2001.
Em 2008 foram a empresa Espírito Santo Saúde vendeu as Termas de Monfortinho, as Águas do Vimeiro e a Herdade da Poupa à AA-Iberian Natural Resources & Tourism S.A., um grupo detido por investidores institucionais internacionais. Também em 2008 (a 19 de Março) foram adicionadas ao despacho conjunto da direcção geral de saúde novas funções e terapias para as águas das termas: doenças metabólico-endocrinas, reumáticas e músculo-esqueléticas, aparelho circulatório, aparelho nefro-urinário e aparelho respiratório 
As águas da "Fonte Santa de Monfortinho" são hipomineralizadas, bicabornatadas, sódicas, cálcicas e magnésicas, possuindo um dos maiores teores de sílica entre as águas termais portuguesas. A temperatura na nascente é de 29° C. Apresentam um pH de 5,45 e têm um elevado potencial redox. O caudal da nascente atinge os 36.000 litros/hora.

## Indicações Terapêuticas
As "águas da Fonte Santa de Monfortinho" das Termas de Monfortinho ajudam a regeneração da pele e mucosas do aparelho digestivo e respiratório sendo aconselhadas para:
- Doenças crónicas de Pele (Psoríase, eczemas, acne, celulite, úlceras, sequelas de queimaduras e outras dermatoses)
- Doenças Hepato-Vesiculares (Discinésias, litíases biliares e hepatites crónicas)
- Doenças Gastro-Intestinais (Gastrites, úlceras pépticas, colites espásticas, diverticuloses e síndromes hemorroidários)
- Doenças Reumáticas (Artrose, espondilose, tendinite e fibromialgia)
- Doenças das vias respiratórias (Rinite, sinusite)
- Litíase renal
- Para o relaxamento, bem-estar e repouso
Alguns tratamentos disponíveis incluem as funções terapêuticas e de relaxamento em simultâneo indicados igualmente para desportistas e bodybuilders (duche vichi com massagem a 4 mãos, duche escocês, hidromassagem) 

## Ligações Externas
- [ «O Termalismo na Raia Portuguesa: as Caldas de Monfortinho»] Verifique valor |url= (ajuda)
- [ «Termas de Portugal - Termas de Monfortinho»] Verifique valor |url= (ajuda)